# Christian Laettner
Christian Donald Laettner (Angola, New York, SAD, 17. kolovoza 1969.) je bivši američki košarkaš.
Studirao je na sveučilištu Dukeu za čiju je momčad igrao. Minnesota Timberwolvesi su ga izabrali na draftu 1992. u 1. krugu. Bio je 3. izbor. Isto tako bio je član legendarne Momčadi snova (eng. Dream Team) koja je 1992. osvojila zlato na Olimpijskim igrama u Barceloni.

## Vanjske poveznice
- NBA.com